# کوسا (شهر)
شهر کوسا (به روسی: Куса) در کشور روسیه و در اوبلاست چلیابینسک واقع شده‌است.